# 藻溪
藻溪位于中华人民共和国浙江省温州市苍南县境内的一条河流，是横阳支江右岸支流，发源于苍南县中南部矾山镇三条溪村以南高垟山，向北流注入吴家园水库，出库后继续蜿蜒向北，流经藻溪镇燕坑村、九堡村、丁步头村、建光社区、灵溪镇望鹤村、埭头村等地，于流石村汇入横阳支江。河长21.5千米，流域面积109平方千米。